# Róża z Viterbo
Św. Róża z Viterbo OFS (ur. 1233 w Viterbo, zm. 6 marca 1253, tamże) – święta Kościoła katolickiego, tercjarka franciszkańska.

## Życiorys
Jej rodzice byli rolnikami, rodzina była uboga, lecz religijna. Już w wieku 12 lat została tercjarką franciszkańską. Oddawała się praktykom pokutnym w intencji nawrócenia grzeszników, jak również chodząc po rodzinnym mieście nawoływała mieszkańców do pokuty. Rozgniewała tym mieszkających tam katarów, którzy wygnali ją wraz z rodziną z miasta. Mogła powrócić, dopiero gdy Viterbo zajęły wojska papieskie po śmierci cesarza Fryderyka II. Pod koniec życia prosiła o przyjęcie do zakonu klarysek w Viterbo, ale jej odmówiono.

## Kult
Jest patronką Viterbo, papież Benedykt XV ogłosił ją patronką młodzieży żeńskiej Akcji Katolickiej.
Jej wspomnienie liturgiczne w Kościele katolickim obchodzone jest 6 marca.
W ikonografii przedstawiana jest z krzyżem.

## Relikwie i sanktuaria
Jej grób stał się miejscem pielgrzymek. W związku z tym jej relikwie w 1257 r. złożono w kościele klarysek w Viterbo.
4 września co roku w Viterbo odbywa się procesja po ulicach miasta z relikwiami św. Róży.

## Proces kanonizacyjny
Na wiadomość o uzdrowieniu jednego z kardynałów papież Kalikst III przysłał na grób Róży z Viterbo złotą różę i wyznaczył kanoniczną komisję do zbadania jej życia. Następnie wpisał Różę do katalogu świętych.